# Przedprątność

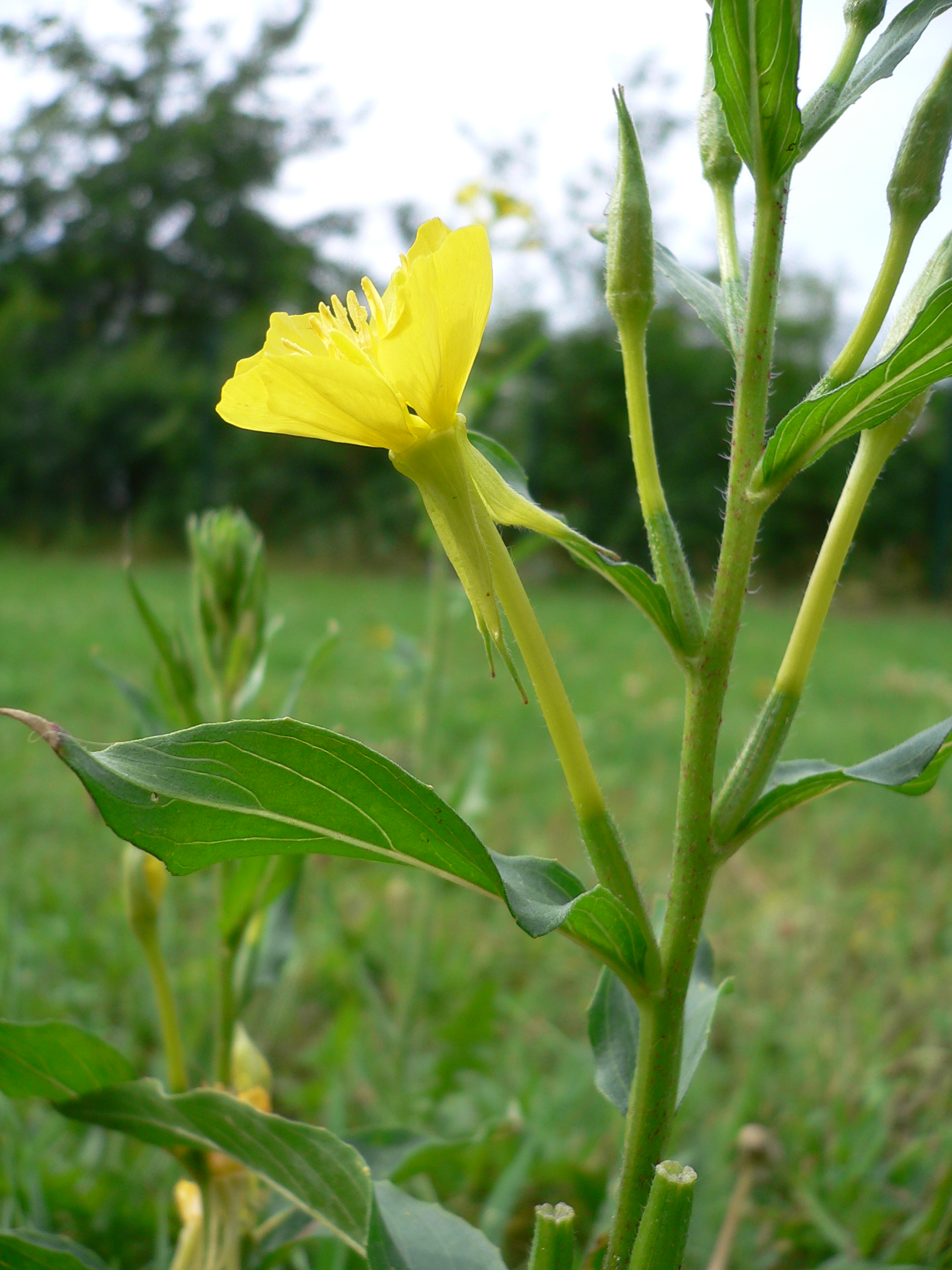
Do przedprątnych należą np. kwiaty wiesiołka dwuletniego.

Przedprątność, protandria – zjawisko występujące w kwiatach obupłciowych u niektórych  gatunków roślin. Polega na  wcześniejszym dojrzewaniu pręcików niż słupków. Jest to jeden z mechanizmów zapobiegających niekorzystnemu dla rośliny samozapyleniu, czyli zapyleniu się pyłkiem pochodzącym z tej samej rośliny. W kwiatach przedprątnych możliwe jest tylko zapylenie krzyżowe – pyłkiem pochodzącym z innej rośliny tego samego gatunku.
Przedprątność może być całkowita, gdy różnice w terminie dojrzewania pręcików i słupków u jednego osobnika są tak duże, że wykluczają możliwość samozapłodnienia, lub częściowa, gdy terminy te częściowo pokrywają się i przez krótki czas możliwość taka istnieje.
Protandria jest jedną z odmian dichogamii.